# Airline Tycoon
Airline Tycoon é um jogo para gestão de uma companhia aérea criado por Thomas Holz e Robert Kleinert, tendo sua primeira versão lançada em 1998.
Neste jogo o objetivo é você fazer uma pequena empresa de voos em uma grande linha aérea como a TAM (brasileira) ou a air France (francesa). Para isso o jogador deve administrar as finanças, criar licenças com aeroportos, etc.

## Requisitos mínimos
O jogo funciona em equipamentos com a seguinte configuração mínima
- IBM PC ou 100% compatível (qualquer PC com Windows)
- Mínimo de 90 MHz (133 MHz recomendado)
- 16mb de RAM e 25mb de HD livre
- DirectX
- Windows 95/98